# U 595
U 595 war ein von der Kriegsmarine im Zweiten Weltkrieg eingesetztes U-Boot vom Typ VII C. Während seiner drei Feindfahrten in seiner zwölfmonatigen Einsatzzeit gelangen keinerlei Versenkungen oder Beschädigungen feindlicher Schiffe. Das von Kapitänleutnant Jürgen Quaet-Faslem kommandierte U-Boot wurde am 11. November 1942 im Mittelmeer bei Oran von sieben britischen Flugzeugen schwer getroffen, kurz darauf auf Strand gesetzt und von der an Land gegangenen Besatzung gesprengt. Sämtliche 45 Besatzungsmitglieder gerieten in alliierte Kriegsgefangenschaft. Es war die einzige Gefangennahme von deutschen U-Boot-Fahrern durch eine US-amerikanische Panzereinheit, wobei aber ein Mann vorher von den Briten gefangen genommen wurde.

## Bau und Ausstattung
U 595 hatte an der Oberfläche eine Wasserverdrängung von 769 t und unter Wasser 871 t. Es war insgesamt 67,1 m lang, 6,2 m breit, 9,6 m hoch mit einem 50,5 m langen Druckkörper und hatte einen Tiefgang von 4,74 m. Das in der Hamburger Werft Blohm & Voss gebaute U-Boot wurde von zwei Viertakt-Dieselmotoren F46 mit je 6 Zylindern und Ladegebläse der Kieler Germaniawerft mit einer Leistung von 2060 bis 2350 kW, bei Unterwasserbetrieb mit zwei Elektromotoren GU 460/8–27 von AEG mit einer Leistung von 550 kW angetrieben. Es hatte zwei Antriebswellen mit zwei 1,23 m großen Schiffsschrauben. Das Boot war zum Tauchen bis in Tiefen von 230 m geeignet.
Das U-Boot erreichte an der Oberfläche Geschwindigkeiten von bis zu 17,7 Knoten und unter Wasser bis zu 7,6 Knoten. Aufgetaucht konnte das Boot bei 10 Knoten bis zu 8500 Seemeilen weit fahren, untergetaucht bei 4 Knoten bis zu 80 Seemeilen. U 595 war mit fünf 53,3-cm-Torpedorohren – vier am Bug und eins am Heck – und vierzehn Torpedos, einer 8,8-cm-Kanone SK C/35 mit 220 Schuss Munition, einer 3,7-cm-FlaK M42 18/36/37/43 und zwei 2-cm-FlaK C/30 ausgestattet.

## Mannschaft
Die Mannschaftsstärke des U-Boots betrug 44 bis 60 Mann. Bei seiner letzten Fahrt waren es 45 Mann.

## Einsätze
Nach seiner Indienststellung wurde U 595 unter dem Kommando des in Göttingen geborenen Oberleutnants zur See Jürgen Quaet-Faslem (1913–1971, von der Crew 34) ab 6. November 1941 erprobt und diente dann bis zum 31. Mai 1942 bei der 8. U-Flottille in Danzig mit Fahrten in weitere Ostseehäfen als Ausbildungsboot. Dabei saß es in Gotenhafen zweimal im Eis fest. Am 1. Juni 1942 ging bei der Schießausbildung bei der 25. U-Flottille vor der Halbinsel Hela bei Danzig der Matrosengefreite Günther Hoppe über Bord und ertrank. Vom 20. bis 22. Juli 1942 wurde das U-Boot in Kiel für die erste Feindfahrt ausgerüstet.
Am 23. Juli 1942 verließ das nun der 9. U-Flottille zugeteilte U 595 den Kieler Hafen und wurde am 24. Juli 1942 in Kristiansand aufgetankt, um von dort am 25. Juli 1942 zu seiner ersten Feindfahrt als Teil der U-Boot-Gruppe „Steinbrinck“ im Nordatlantik östlich der Neufundlandbank aufzubrechen. Das U-Boot konnte keine Schiffe versenken und lief am 17. August 1942 in den Hafen von Brest (Finistère) ein.
Am 9. September 1942 lief U 595 aus Brest zu seiner nächsten Feindfahrt aus, um als Teil der U-Boot-Gruppen „Pfeil“, „Blitz“ und „Tiger“ wieder im Nordatlantik zu operieren. Auf Grund eines Kabelbrandes musste es ohne Versenkungserfolge zurückkehren und traf am 6. Oktober 1942 wieder in Brest ein.

## Letzter Einsatz und Ende
Am 31. Oktober 1942 brach U 595 erneut von Brest auf. Es gelang, die von den Briten schwer bewachte Straße von Gibraltar zu überwinden und ins Mittelmeer vorzustoßen. U 595 operierte nun als Teil der U-Boot-Gruppe „Delphin“ im westlichen Mittelmeer und nordwestlich von Ténès, ohne feindliche Schiffe versenken oder beschädigen zu können.
Am 14. November 1942 wurde U 595 im Mittelmeer nordöstlich von Oran nahe der algerischen Küste von sieben Lockheed Hudson (C und D, britische RAF Squadron 608, Piloten: G. Williams und C. A. Livingstone sowie X, J, F, K und W, britische RAF Squadron 500, Wing Commander: D. Spotswood) angegriffen und schwer beschädigt. Die Hudsons F, K and X wurden selbst durch das Flak-Feuer von U 595 beschädigt, kehrten aber sicher zurück. Der U-Boot-Kommandant Quaet-Faslem ließ die Enigma und geheime Dokumente versenken. Trotz anhaltender Angriffe der Flugzeuge gelang es, das U-Boot an der algerischen Küste bei Ténès nahe Kap Khamis auf Strand zu setzen, 44 von 45 Mann der Besatzung sicher an Land zu bringen und das gestrandete Boot zu sprengen. Ein Mann von U 595 jedoch schwamm im Wasser und erreichte das Ufer nicht. Inzwischen näherte sich der britische Zerstörer HMS Wivern (D66), der fünf Schüsse abgab, dann den Schwimmenden entdeckte und als Gefangenen an Bord nahm. Er wurde später nach England gebracht.
Die an Land Geflüchteten wurden von einem Flugzeug unter Maschinengewehrfeuer genommen, doch sie entkamen dem Angriff ohne Verluste. Die Besatzung von U 595 traf auf eine französische Einheit, die von den Deutschen für Vichy-Franzosen und damit für Verbündete gehalten wurden. Sie kamen in einer Kaserne der Franzosen in Picard unter, wo sie sich schlafen legten, während Franzosen Wache hielten. Die Franzosen jedoch informierten die Briten und die US-Amerikaner. Um Mitternacht kam es für die U-Boot-Fahrer zu einem bösen Erwachen: Soldaten einer Panzereinheit der United States Army weckten sie, und sie wurden als Kriegsgefangene nach Oran gebracht. Am 30. November 1942 trafen sie auf einem Truppentransporter in den Vereinigten Staaten ein.
U 595 gehört somit zu den wenigen deutschen U-Booten des Zweiten Weltkrieges, bei denen die gesamte Besatzung eine Versenkung im Verlauf eines Gefechts unverletzt überstand – wenn auch als Gefangene, wobei sie vom Schicksal des einen, von den Briten Gefangengenommenen nichts wussten. Allerdings war bei den Schießübungen im Juni 1942 ein Besatzungsmitglied ums Leben gekommen.
Der Kommandant Quaet-Faslem von U 595 machte später noch von sich reden, als er an zwei größeren Ausbruchsversuchen von Marineoffizieren aus dem Gefangenenlager Camp Papago Park bei Phoenix (Arizona) teilnahm.